# Slovènes de Croatie
La minorité slovène de Croatie (en slovène : Slovenci na Hrvaškem; en croate : Slovenci u Hrvatskoj) désigne la minorité ethnique slovène vivant en Croatie,.